# Svenska Yle

Yles logo

Svenska Yle är den svenskspråkiga delen av Yle, Finlands public service-bolag för TV, radio och webb. En alternativ benämning på Svenska Yle är Finlands svenska rundradio. Från maj 2025 är Anna Forth direktör. Hon har vikarierat som direktör och ansvarig chefredaktör för Svenska Yle efter att Johanna Törn-Mangs slutade.
Svenska Yle består av svenska.yle.fi, Yle X3M, Yle Vega och Yle Fem, den sistnämnda en TV-kanal som numera delar kanalplats med finskspråkiga Yle Teema.
Yle Fem är huvudkanal för den finlandssvenska publiken med en framför allt finlandssvensk och nordisk profil. Radio- och tv-chef är Unni Malmgren. Tidigare fanns svenskspråkigt TV-utbud endast som inslag i de analoga kanalerna Yle TV1 och Yle TV2, vars programutbud huvudsakligen är finskspråkigt. Sedan år 2001 sänds det svenskspråkiga TV-utbudet på den svenskspråkiga digitala kanalen Yle Fem som sedan 2017 delar kanalplats med Yle Teema.
Yle Vega riktar sig till en vuxen publik. Yle X3M riktar sig till finlandssvenska ungdomar och unga vuxna.
Svenska.yle.fi är Finlands största svenskspråkiga mediesajt, som i februari 2014 besöktes av i medeltal 199 000 unika webbläsare i veckan. Webbinnehållet omfattar bland annat fem regionala webbplatser, i Österbotten, Västnyland, Åboland, Huvudstadsregionen och Östnyland. 
Innehållschefer för Svenska Yle är Anna Back och Jonas Jungar. Sara Bergström är chef för nyhetsdesken. Charlotte Sundström är redaktionschef. 